# (20862) Jenngoedhart
(20862) Jenngoedhart est un astéroïde de la ceinture principale d'astéroïdes.

## Description
(20862) Jenngoedhart est un astéroïde de la ceinture principale d'astéroïdes. Il fut découvert le 1er novembre 2000 à Socorro (Nouveau-Mexique) par le projet LINEAR. Il présente une orbite caractérisée par un demi-grand axe de 2,24 UA, une excentricité de 0,13 et une inclinaison de 5,1° par rapport à l'écliptique.

## Compléments